# Master of Puppets
„Master of Puppets“ е трети студиен албум на американската група Металика, записан в Дания през 1985 и излязъл през 1986 година. Този албум е логичното продължение на музикалното израстване на групата, показано в предшественика му „Ride the Lightning“, чиято формула е използвана и тук. Композициите отново са сложни и продължителни, с епични мрачни текстове, тематично свързани помежду си. В албума отново присъства инструментално парче, което този път не е закриващо, а заема предпоследната позиция. Албумът започва и завършва със скоростни траш парчета.
Като цяло „Master of Puppets“ може да се определи като концептуален албум, разглеждайки главно проявата на сила и контрол от една страна и загубата/липсата/стаха от загубата на тези два компонента от друга. В повечето песни хората са представени като кукли, управлявани от различни човешки пороци и вярвания като ярост (в Battery), пристрастеност (в Master of Puppets), лудост (в Sanitarium, вдъхновена от филма „Полет над кукувиче гнездо“) или религия (в Leper Messiah). Символика присъства още на обложката на албума, която представя военно гробище, чиито паметни плочи са свързани с конци, подобни на тези за управление на театрални кукли, които са държани от две огромни ръце над логото на Металика. Образът на човека като обречения войник, неспособен да контролира съдбата си и изпълняващ само заповеди заема централно място в албума, като е изразен най-силно в Disposable Heroes. Закриващото парче Damage Inc е явен протест към всичко това и символизира проява на свободна воля и неподчинение.
Любопитен факт в чисто музикален аспект, свързан с албума, представлява виртуозното бас соло в инструменталното парче Orion, което често бива бъркано за китарно соло, поради дистерните си ефекти и необичайния начин на свирене на бас китара.

## Песни
Всички текстове на песни са написани от Джеймс Хетфийлд.
| Master of Puppets | Master of Puppets            | Master of Puppets | Master of Puppets | Master of Puppets | Master of Puppets | Master of Puppets | Master of Puppets | Master of Puppets | Master of Puppets |
| №                 | Име                          | Време             |                   |                   |                   |                   |                   |                   |                   |
| ----------------- | ---------------------------- | ----------------- | ----------------- | ----------------- | ----------------- | ----------------- | ----------------- | ----------------- | ----------------- |
| 1.                | Battery                      | 5:12              |                   |                   |                   |                   |                   |                   |                   |
| 2.                | Master of Puppets            | 8:36              |                   |                   |                   |                   |                   |                   |                   |
| 3.                | The Thing That Should Not Be | 6:37              |                   |                   |                   |                   |                   |                   |                   |
| 4.                | Welcome Home (Sanitarium)    | 6:27              |                   |                   |                   |                   |                   |                   |                   |
| 5.                | Disposable Heroes            | 8:17              |                   |                   |                   |                   |                   |                   |                   |
| 6.                | Leper Messiah                | 5:40              |                   |                   |                   |                   |                   |                   |                   |
| 7.                | Orion (инструментал)         | 8:28              |                   |                   |                   |                   |                   |                   |                   |
| 8.                | Damage, Inc.                 | 5:29              |                   |                   |                   |                   |                   |                   |                   |
| 54:46             |                              |                   |                   |                   |                   |                   |                   |                   |                   |

## Състав
- Джеймс Хетфийлд – вокали и китара
- Кърк Хамет – соло китара
- Ларс Улрих – барабани
- Клиф Бъртън – бас китара, беквокали

## Персонал
- Флеминг Расмусен – продуцент
- Майкъл Вагенер – смесване
- Джордж Марино – ремастеринг
- Роб Елис – фотографии
- Рос Холфин – фотографии
- Дон Бройтигам – илюстрации

## Позиция в Чарта
| Година | Чарт            | Позиция |
| ------ | --------------- | ------- |
| 1986   | Билборд         | #29     |
| 1986   | UK Albums Chart | #41     |